# Laka Daisical
Dorota Koc, artiestennaam Laka Daisical (Oxford, 8 januari 1953) is een Britse jazz-pianiste en zangeres.
Koch leerde vanaf haar derde piano, later kreeg ze ook cello-les en in het schoolorkest speelde ze pauk. In de periode 1974-1982 was ze actief in pop- en jazzgroepen, waaronder bigbands. In 1982 werd ze lid van de vrouwen-fusiongroep Guest Stars, waarmee ze buiten de landsgrenzen toerde. Ook in de huidige bezetting is ze actief. Vanaf 1983 speelde ze daarnaast in de groep van Annie Whitehead. Daarnaast heeft ze gewerkt met Kate Westbrook. Ze heeft een eigen kwintet en een popgroep, de Electric Landladies. Ook treedt ze af en toe op met The Vortex van Deirdre Cartwright.

## Discografie (selectie)
Guest Stars:
- The Guest Stars, Eigelstein, 1985
- Out at Night, Eigelstein, 1986